# بارح (اسم)
بارح هو اسم علم مذكر من أصل عربي، ومعناه هو الذي يبرح مكانه ويزول عنه، والريح الحارة.

## وصلات خارجية
- موسوعة السلطان قابوس لأسماء العرب